# Midtbyen (Aarhus)
 For alternative betydninger, se Midtbyen. (Se også artikler, som begynder med Midtbyen)
Midtbyen i Aarhus betegner den inderste tætbebyggede bydel på ca 7 km2 hovedsagelig inden for Ringgaden.
Midtbyen har omkring 90.000 indbyggere og udgøres tilnærmelsesvis af postnummer 8000 Aarhus C samt det nordlige brokvarter Trøjborg (i 8200 Aarhus N). Hjertet af Midtbyen, City er beliggende inden for de tre alléer, Nørre Allé, Vester Allé og Sønder Allé , men tæller i dag også det sydlige område omkring Aarhus Hovedbanegård med det nye kvarter Centralværkstedet, hvor Jægergårdsgade skiller City og Frederiksbjerg. City tæller også området omkring Musikhuset og arealet ned til banegraven, hvor Godsbanen adskiller City og Vesterbro.
Indbyggertallet for hjertet af Midtbyen, City, er 13.062 (2019)  Området består til dels af Aarhus Domsogn og Vor Frue Sogn. Aarhus Domsogn ligger i både Indre By, men dækker også Aarhus Ø, plus dele af det østlige Vesterbro. Vor Frue Sogn, dækker den vestlige del af både Midtbyen og Vesterbro (CeresByen).
Området er det gamle Aarhus, der opstod tilbage i vikingetiden sidst i 700-tallet.
Midtbyen rummer blandt andet af Latinerkvarteret, som er et område der huser gader med toppede brosten som Badstuegade, Klostergade og Volden med flere samt den centrale plads, Pustervig Torv. Latinerkvarteret er domineret af modebutikker og har også et stort udvalg af caféer, tre teatre, en art-cinema biograf (Øst for Paradis) samt Hotel Royal med Royal Casino.
Midtbyen har de seneste årtier undergået en stor forvandling med mange nybyggerier og stor befolkningstilvækst, hvor især tæt bebyggelse og højhusbyggerier har været udbredt og omstridt. Befolkningstilvæksten og midtbyens store besøgstal har dannet grundlag for mange nye restauranter, caféer, specialbutikker og gadeliv, der ofte danner mindelser om væsentligt større byer.
Midtbyens vækst og tætte struktur har dog ikke ændret områdets korte adgang til vandet og grønne områder. Midtbyområdet er således tæt omgivet af Aarhus Bugt, havnepromenader, strande og Aarhus Å, hvor å-bredderne kiler sig ind i byens centrum.
Mindeparken, Forstbotanisk Have, Riis Skov og Marselisborgskovene omringer desuden Midtbyen, som derudover også rummer et stort antal parker og grønne åndehuller såsom Universitetsparken, Vennelystparken, Mølleparken, Botanisk Have, Ceres Haven, Brabrandstien, Rådhusparken, Musikhusparken, Skanseparken, Frederiksbjerg Bypark samt Marselisparken/Rehabiliteringsparken.
I perioden er mange torve og stræder blevet redesignet og trafikreguleret bl.a med ny belægning og belysning. Ligeledes er Århus Å langs Åboulevarden blevet genåbnet, hvilket har tiltrukket adskillige caféer og restauranter og har gjort området til et samlingspunkt i Midtbyen.
Trafikreguleringerne har medført at biltrafikken i Midtbyen (modsat byens forstæder og andre ydreområder) i de seneste årtier har været faldende til stagnerende. Dette på trods af områdets store vækst.
Midtbyens vækst har desuden fostret en diversitet af forskellige restaurationskvarterer ud over områderne Åboulevarden og Skolegade. Her kan nævnes områderne ved Tordenskjoldsgade (Trøjborg) Jægergårdsgade og M.P. Bruuns Gade (begge Frederiksbjerg), Vestergade, Frederiksgade, Street-Food/Ny Banegårdsgade og Latinerkvarteret (alle City) samt Nicoline Kochs Plads og Bassin 7 (begge Aarhus Ø).

## Galleri
- Indre by set fra Banegårdspladsen.
- Vester Allé ved Rådhuspladsen.
- Aarhus Rådhus ved Park Allé.
- Europaplads.
- Åen.
- Salling stormagasin.
- Lille Torv
- Århus Domkirke
- Bispetorvet
- Gl Rådhus (i dag Kvindemuseet)
- Latinerkvarteret
- Sankt Oluf Kirkegård
- Toldboden
- Dokk1 og Letbanen
- Europaplads
- Aarhus Å
- Byliv ved åen
- Åboulevarden
- Vor Frue Kirke
- Vestergade
- Tinghuset, Byretten i Aarhus
- Ridehuset